# So in Love
So in Love ist ein Lied aus dem Soundtrack des Geisterfilms Der Wundermann (Wonder Man) aus dem Jahr 1945 mit Danny Kaye und Virginia Mayo. Komponiert wurde der Song von David Rose, getextet von Leo Robin. Vorgetragen wird er im Film von Vera-Ellen, die dazu tanzt und steppt und sich von The Goldwyn Girls und einem Tänzer unterstützen lässt. Gesungen wird das Lied von June Hutton. Für Vera-Ellen war es ihr Debütfilm. Obwohl sie auch am Broadway sang, wurde sie in ihren Filmen meist von June Hutton synchronisiert.

## Coverversionen
Trudy Erwin und Ray Noble and His Orchestra nahmen den Song 1945 auf.  Im selben Jahr wurde er von Eddy Howard, in den späten 1940er-Jahren auch von den Swing-Orchestern von Tommy Dorsey, Benny Goodman, Les Brown, Claude Thornhill, Harry James und Artie Shaw gecovert.

## Auszeichnung/Nominierung
Der Film war 1946 für vier Oscars nominiert:
- David Rose und Leo Robin mit So in Love in der Kategorie „Bester Song“. Die Auszeichnung ging jedoch an Richard Rodgers und Oscar Hammerstein für ihr Lied It Might as Well Be Spring aus der Filmkomödie Jahrmarkt der Liebe (State Fair).
- Wonder Man errang den Oscar in der Kategorie „Beste Spezialeffekte“. Weitere Nominierungen gab es in den Kategorien „Beste Filmmusik“ und „Bester Ton“.